# Жилина (окръг)
Жилински окръг на словашки: Okres Žilina е административно-териториален окръг в Жилински край, Словакия. Площта му е 814,8 км², а населението е 161 377 души (по преброяване от 2021 г.).

## Население
Жителите на окръга се разпределят по националност и вероизповедание по следния начин.
Национален състав
- словаци – 97,9 %
- чехи – 1,1 %

Конфесионален състав
- католици – 84,1 %
- лутерани – 2,3 %